# Czarna (dopływ Wolbórki)
Czarna – rzeka, lewy dopływ Wolbórki o długości 26,46 km.

## Charakterystyka
Rzeka wypływa w okolicach Łaznówka (jako Pańkówka) i kieruje się na południe przepływając w miejscowości Buków pod drogą wojewódzką 713, a następnie mija wieś Olszowa, odkąd nazywana jest Bieliną. W tym momencie zmienia również kierunek na południowo-wschodni i przepływa przez miejscowości: Wygoda, Bielina, Dębniak. Na zachodnich krańcach Tomaszowa Mazowieckiego przepływa pod drogą krajową 8 i po przyjęciu swojego lewego dopływu Piasecznicy, już jako Czarna płynie przez Tomaszów Mazowiecki, gdzie wpada do Wolbórki.

## Wykorzystanie przemysłowe
Przez całą drugą połowę XIX wieku rzeka była wykorzystywana do napędzania maszym fabryki Zusmana Bornsteina w Tomaszowie Mazowieckim, w czasach PRL istniejące na tych terenach Zakłady Przmysłu Wełnianego „Tomtex” im. Marcelego Nowotki odprowadzały do niej nieczystości poprodukcyjne.